# Calamagrostis czerepanovii
Calamagrostis czerepanovii là một loài thực vật có hoa trong họ Hòa thảo. Loài này được Husseinov mô tả khoa học đầu tiên năm 1988.